# Hyphodontiella
Hyphodontiella — рід грибів родини Clavariaceae. Назва вперше опублікована 1975 року.

## Класифікація
Згідно з базою MycoBank до роду Hyphodontiella відносять 2 офіційно визнані види:
- Hyphodontiella hauerslevii
- Hyphodontiella multiseptata